# Sentinelerhebung
Sentinel bzw. Sentinelerhebung, auch Sentinel-System, Sentinel-Überwachung, in Englisch: Sentinel Surveillance, ist ein auf freiwilliger Mitarbeit der Beteiligten aufbauendes Werkzeug der epidemiologischen Überwachung.

## Durchführung
Epidemiologische Daten werden als Nebenprodukt der gesundheitlichen Vorsorge erfasst, um die epidemiologische Entwicklung spezifischer Krankheitsfelder innerhalb eines Teils oder der gesamten Bevölkerung zu bestimmen. Gemäß § 13 und § 14 Infektionsschutzgesetz werden eine Reihe dieser Erhebungen routinemäßig für das epidemiologische Monitoring durchgeführt. Daten für Sentinelproben, z. B. Gewebeproben und Abstriche, werden anonym und stichprobenartig erfasst. Wegen der Kopplung an nationale bzw. internationale Immunisierungsprogramme bestimmter Erreger erfasst ein Sentinel-System keine lokalen Ausbrüche mit raren bzw. neuen Erregern oder Erregern außerhalb der Ziel-Mikroorganismen.

## Erhebungen der WHO
Die WHO teilt die Überwachung der öffentlichen Gesundheit als Begleitung für Immunisierungsprogramme, z. B. Impfungen, in drei Kategorien ein. Die Sentinel-Überwachung ist unter den Methoden die aufwändigste.
- National Passive Surveillance (Passive Erhebung, freiwillige Erhebung): Damit ist gemeint, dass aus dem Gesundheitssystem Meldungen über bestimmte Erkrankungen an eine Erfassungsstelle übermittelt werden. Von der WHO in dieser Art gesammelt: Diphtherie, Hepatitis B, Mumps, Keuchhusten, Tetanus und Gelbfieber.[4]
- National Active Surveillance; Accelerated disease control (Aktive Erhebung): Personen besuchen aktiv Gesundheitszentren und ermitteln durch Gespräche und Aktenlage die Verbreitung von überwachten Erkrankungen. Die WHO ermittelt auf diese Weise Daten zu: Masern, Neonataler Tetanus (Neugeborenen-Tetanus), Kinderlähmung, Röteln[5]
- Sentinel Surveillance (Sentinelerhebung): Wird angewendet, wenn für die Immunisierungsprogramme sehr exakte Daten benötigt werden, beispielsweise über die Veränderung von Viren. Aber auch wenn die Diagnose selbst für Spezialisten nicht einfach ist. Die WHO sammelt damit Daten der Haemophilus influenzae b-Infektion vom Typ B (HIB).[2]

## Sentinelerhebungen und andere Erhebungstypen in Deutschland
- Akute Atemwegserkrankungen wie Grippe und andere Virusinfektionen:
  - GrippeWeb: Passive Erhebung durch Patientenangaben. Erfasst akute Atemwegserkrankungen (ARE-Rate) und Influenza-ähnlicher Erkrankungen (ILI-Rate). GrippeWeb ist ein internetbasiertes Werkzeug des Robert Koch-Instituts.[6]
  - Influenza-Surveillance oder AGI-Sentinel
    - Passive Erhebung von akuten Atemwegserkrankungen mit Hilfe ausgewählter Praxen mit ambulantem Publikumsverkehr durch die Arbeitsgemeinschaft Influenza (AGI) am Robert Koch-Institut.[7]
    - Sentinelerhebung der eingesammelten Stichproben. Virenanalyse durch das Nationale Referenzzentrum für Influenzaviren am Robert Koch-Institut.
Es werden Testungen auf das Influenzavirus, Respiratory-Syncytial-Virus, humanes Metapneumovirus, humanes Parainfluenzavirus und Rhinovirus durchgeführt. Seit der 8. KW 2020 werden die Proben bei Probeneingang am RKI auch auf SARS-CoV-2 untersucht. Durch nachträgliche Analysen zuvor eingesandter Sentinelproben wurden Daten für die gesamte Grippesaison 2019/2020 generiert.[8]

  - SARI-Studie: Erfassung von schweren akuten respiratorischen Infektionen (SARI) bei stationär versorgten Patienten in Kliniken (hospitalisierte Personen). Auch in diesem System werden Virenproben genommen und am Nationalen Referenzzentrum für Influenzaviren analysiert. Die Analyseergebnisse werden auch über die Arbeitsgemeinschaft Influenza veröffentlicht.[8]
  - Laborbasierte Surveillance SARS-CoV-2
Die Antibiotika-Resistenz-Surveillance (ARS) am Robert Koch-Institut wurde im Jahr 2020 für die Surveillance von SARS-CoV-2 erweitert. Derzeit (Stand 10. September 2020) melden 70 Labore freiwillig detaillierte Daten zu SARS-CoV-2-Testungen in Deutschland. Dies deckt rund 40 % aller Testungen ab. Die Daten sind vollständig, da neu hinzukommende Labore ihre Daten auch rückwirkend bereitstellen. Die Daten sind nicht repräsentativ, da Krankenhauslabore gegenüber niedergelassenen Laboren derzeit unterrepräsentiert sind, und nicht alle Bundesländer gleich abgedeckt sind. Auswertungen werden in Wochenberichten veröffentlicht.[9][10]
- Influenza-A-Virus H1N1: Sentinelerhebung. Basiert auf freiwilliger Dateneingabe der Krankenhäuser. Eingeführt 2010 unter dem Projektnamen Pandemische Influenza Krankenhaus-Surveillance (PIKS). Koordiniert vom Robert Koch Institut.[11]
- Invasive Pneumokokken-Erkrankungen (IPD) wie Bakterielle Lungenentzündungen, Meningitis und Mittelohrentzündung: Laborsentinel zu Pneumokokken und Staphylokokken. Koordiniert vom PneumoWeb, einer Zusammenarbeit zwischen dem Robert Koch-Institut, Berlin, und dem Nationalen Referenzzentrum für Streptokokken (NRZ-S) an der RWTH in Aachen.[12]
- Masern (Masernviren, MeV): Bundesweites Sentinel-System, verantwortlich: Arbeitsgemeinschaft Masern[13]
- Enterohämorrhagische Escherichia coli (EHEC, E-Coli): Laborgestützte Überwachung (eventuell Sentinel), Hamburg-Wernigerode[13]
- Salmonellen: Laborgestützte Überwachung (eventuell Sentinel), Hamburg-Wernigerode[13]
- Magengeschwür durch Helicobacter pylori: Überwachung (evtl. Sentinelerhebung), zusätzlich Untersuchung der Antibiotikaresistenz des H. pylori, Erhebung durch Projekt ResiNet am Institut für Medizinische Mikrobiologie und Hygiene, Freiburg[13][14]
- Importierte Infektionen allgemein: Überwachung (evtl. Sentinelerhebung) durch SIMPID, München[13]
- Sexuell übertragbare Krankheiten und Infektionen (Sexually Transmitted Disease, STD) wie Chlamydien/Chlamydiose, Gonorrhö, Hepatitis B, Hepatitis C, Herpes, HIV/AIDS, humane Papillomaviren, Shigellose, Skabies (Krätze), Syphilis: STD-Sentinel-Surveillance, Robert Koch-Institut, Berlin[13][15][16]
- Varizellen- und Herpes-Zoster-Erkrankungen wie Windpocken und Gürtelrose: Sentinelerhebung, obwohl nach Infektionsschutzgesetz die Überwachung nicht gefordert wird, genannt Varizellen-Sentinel zur wissenschaftlichen Begleitung der Varizellen-Impfung. Durchgeführt von der Arbeitsgemeinschaft Varizellen (AGV) am Robert Koch-Institut[17]

## Sentinelerhebung und andere Erhebungstypen in der Schweiz
Über das Sentinella-Meldesystem werden aktive, passive und Sentinelerhebungen zentral erfasst. Das Sentinella-System ist im Bundesamt für Gesundheit, Abteilung Epidemiologie und Infektionskrankheiten, beheimatet.

## Sentinelerhebung auf EU-Ebene
- Grippe: Epidemiologische und virologische Überwachung durch das European Influenza Surveillance Network (EISN), das vom European Centre for Disease Prevention and Control (ECDC) koordiniert wird.[19] Die Ergebnisse werden in Flu News Europe veröffentlicht.[20]
Die vorher existierende Sentinelerhebung hieß European Influenza Surveillance Scheme (EISS), die vom niederländischen NIVEL koordiniert wurde.[13][19]

## Sentinelüberwachung in sonstigen Ländern
- Frankreich: Erhebungen durch Réseau Sentinelles, Zentrum für Sentinelerhebungen diverser Krankheiten
- Niederlande: Erhebungen durch NIVEL (Nederlands Instituut voor Onderzoek van de Gezondheidszorg, deutsch: Niederländisches Institut für Primäre Gesundheitsversorgung, englisch: Netherlands Institute for Health Services Research). Sentinelüberwachungen, aktive und passive Überwachungen diverser Krankheiten
- Vereinigtes Königreich: Erhebungen durch Health Protection Agency (HPA), u. a. Überwachung infektiöser Krankheiten